# A.K.D.

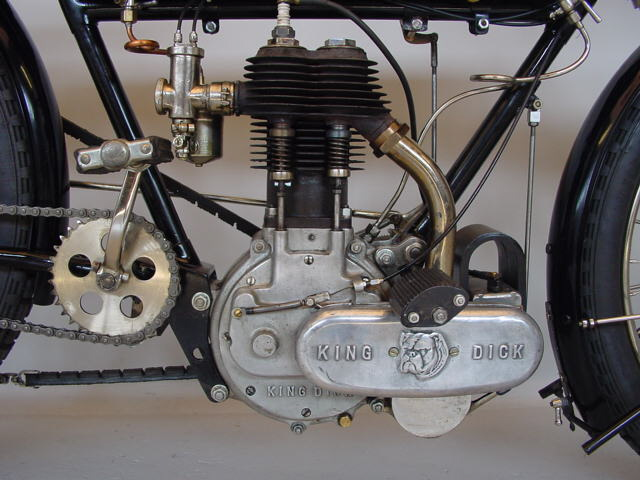
Motor Abingdon King Dick Bulldog

A.K.D. (Abingdon King Dick) war die Nachfolgegesellschaft der Abingdon Works Ltd. in Birmingham. Bis 1933 wurden Einzylinder-Motorräder mit seiten- und obengesteuerten Viertaktmotoren gebaut.
Seither produziert das Unternehmen ausschließlich Werkzeuge und ist auf diesem Sektor sehr bekannt.